# Sicherheitsdienst des Reichsführers SS
Sicherheitsdienst (SD), egentligen Sicherheitsdienst des Reichsführers-SS, var Nationalsocialistiska tyska arbetarepartiets (NSDAP) egen underrättelsetjänst under Tredje riket, grundad 1931, och följande år ställd under Reinhard Heydrichs befäl.

## Organisation

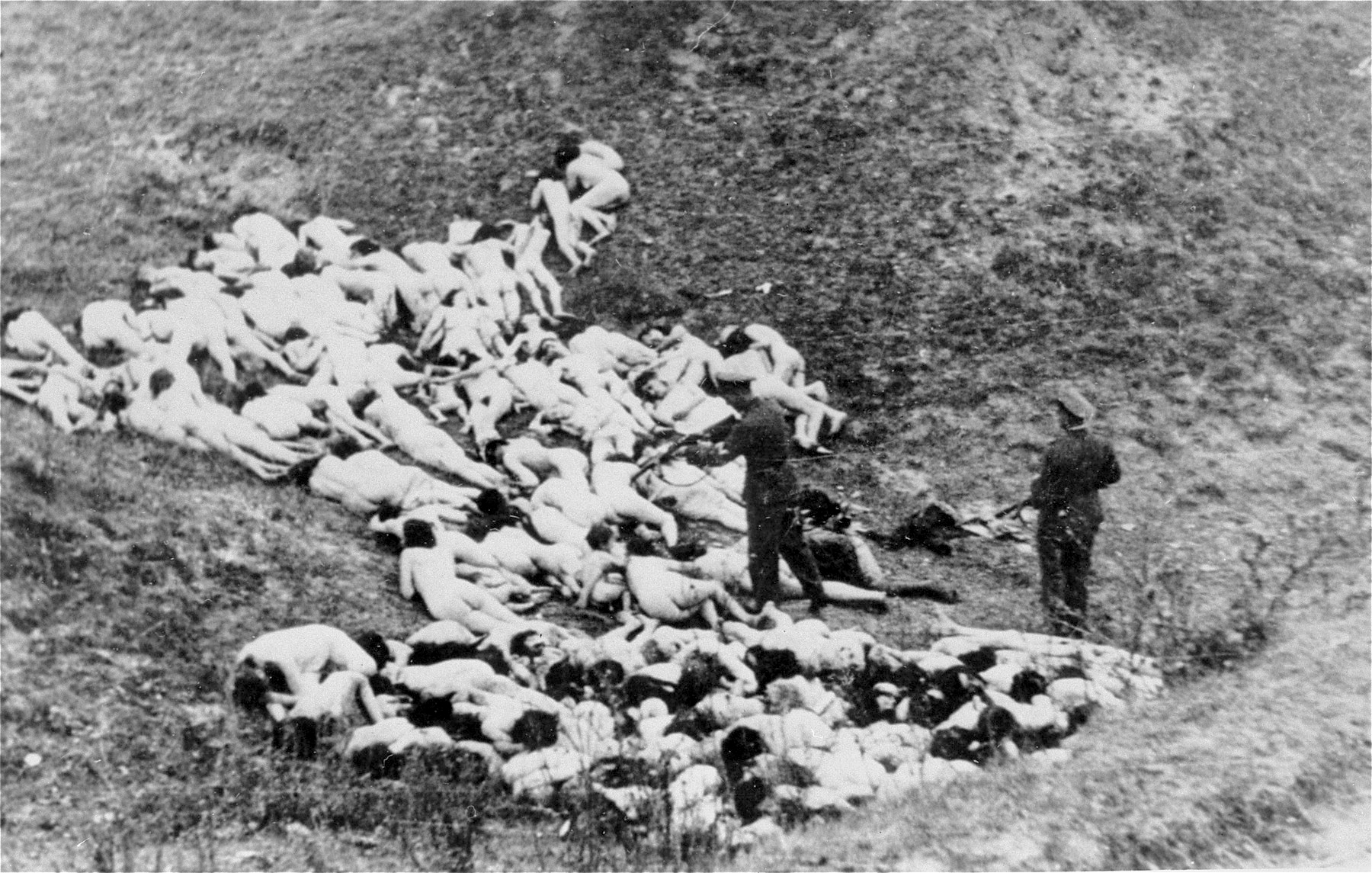
SD organiserade massmord i det ockuperade Östeuropa.

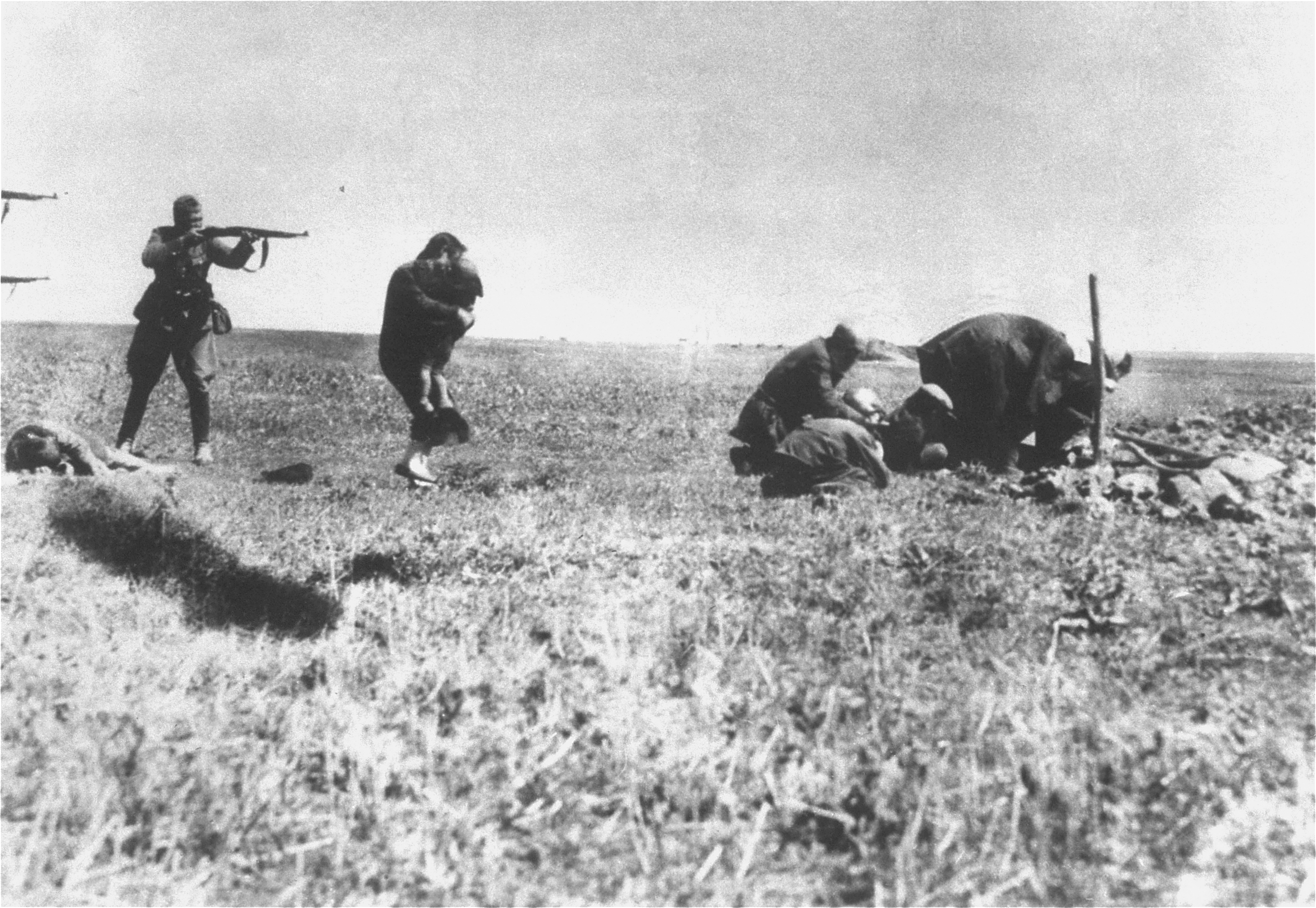
Mord på judiska kvinnor och barn i Ivangorod 1942.

SD var ingen statlig myndighet utan en del av SS vilket var en partiorganisation. Genom SD:s inordning i och underställning under Nazitysklands säkerhetsmyndighet Reichssicherheitshauptamt (RSHA) kom partiets och statens funktioner att sammanblandas. SD hade inga polisiära befogenheter på tyskt territorium, utan fungerade som SS:s säkerhetsunderrättelsetjänst inom landet och som Tysklands civila underrättelsetjänst utomlands. Efter 20 juli-attentatet mot Adolf Hitler 1944 underställdes den militära underrättelsetjänsten Abwehr SD. Chef för SD var till 1942 Reinhard Heydrich, därefter Heinrich Himmler och mellan 1943 och 1945 Ernst Kaltenbrunner.
SD organiserade Einsatzgruppen, mobila insatsstyrkor, för säkerhetsinsatser i de av Tyskland ockuperade områdena. Dessa förövade massmord på kommunistiska kommissarier (politruker), motståndsmän, judar, partisaner och andra för Tredje riket misshagliga personer i det ockuperade Östeuropa, ofta inom ramen för den allmänna polisiära uppgiften "upprätthållande av ordning och säkerhet". 
Två avdelningar inom RSHA kontrollerade SD:s aktiviteter. Amt III Deutsche Lebensgebiete ledde SD:s inrikes verksamhet. Amt VI Ausland ledde SD:s utrikes verksamhet. Amt III:s huvuduppgift var att hålla partiet och statsledningen informerade om vad befolkningen ansåg om officiella beslut och åtgärder samt reaktionen på olika krigshändelser. Den politiska moralen i samhället övervakades genom ett utvecklat nätverk av hemliga informatörer (Vertrauensmänner) och rapportörer (Zubringer). Missnöje, opposition och motstånd skulle upptäckas och kvävas i sin linda. Medan Gestapos verksamhet var öppen, verkade SD i det fördolda i Tyskland. Under RSHA fanns följande organisation. Verksamhetsområdena var avgränsade av Nazistpartiets regionala organisation: 
- SD-Leitabschnitte betecknade ett högre regionalt SD-kontor. Det fanns 17 sådana 1944. De var normalt samgrupperade med Gestapos Stapo-Leitstelle.
- SD-Abschnitte beteckande ett regionalt SD-kontor. Det fanns 27 sådana 1944. De var normalt samgrupperade med Gestapos Stapo-Stelle.
- SD-Hauptaussenstelle betecknade ett högre lokalt SD-kontor.
- SD-Aussenstelle betecknade ett lokalt SD-kontor.

## Personal
SD:s personal var inte statstjänstemän utan bestod av SS-personal. Man skiljde mellan egentliga SD-medlemmar (Mitglieder) och medarbetare (Mitarbeiter).  SD-medlemmarna var dels heltidsanställda, dels frivilligt tjänstgörande (Ehrenamtliche Mitglieder). All i SD var underställda SS egen jurisdiktion, SS-Sondergerichtsbarkeit och utvaldes genom ett noggrant förfarande där deras trohet mot Hitler och den nazistiska regimen noggrant prövades. De flesta SD-medlemmar var protestanter, hade tjänstgjort i armén och hade en högre utbildning än genomsnittstysken. Omkring 14 % hade en högre juridisk eller filosofisk universitetsexamen.
Trots att SD:s personal inte var statstjänstemän kom den heltidsanställda SD-personalet så småningom att yrkes- och befordringsmässigt underordnas samma regelverk som statstjänstemännen i Sicherheitspolizei. Laufbahn U 18: SS-Unterführer der Sicherheitspolizei und des SD motsvarade einfacher Vollzugsdienst der Sicherheitspolizei (kriminalassistentkarriären), medan Laufbahn XIV: SS-Führer der Sicherheitspolizei und des SD motsvarade leitender Vollzugsdienst der Sicherheitspolizei (kriminalkommissariekarriären). 
En SD-elev på assistentnivå skulle vara minst SS-Unterscharführer vid Waffen-SS. Utbildningen började med ett års praktik vid SD, fortsatte med ett års SD-kurs och avslutades med ett års aspiranttjänstgöring. Befordran till SS-Oberscharführer ägde rum efter SD-kursen. Vidare befordran till SS-Hauptscharführer kunde tidigast äga rum ett år efter avslutad aspiranttjänstgöring. Mellan 30 och 40 års ålder ägde befordran rum till SS-Sturmscharführer.
En SD-elev på kommissarienivå skulle ha avlagt studentexamen och gjort värnplikten som plutonchef vid Waffen-SS. SD-utbildningen började med 18 månaders grundutbildning, fortsatte med 18 månaders SD-skola och avslutades med 18-24 månaders aspiranttjänstgöring. Efter avslutad SD-skola ägde befordran till SS-Obersturmführer rum, därefter skedde befordran efter en reglerad befordringsgång. Efter fem års tjänst och 30 års ålder ägde befordran rum till SS-Hauptsturmführer. Efter ytterligare sju års tjänst och 37 års ålder ägde befordran rum till SS-Sturmbannführer. Vid 44 års ålder ägde befordran rum till SS-Obersturmbannführer. Förtidsbefordran kunde äga rum på grund av förtjänst, skicklighet och förekomsten av lediga tjänster.

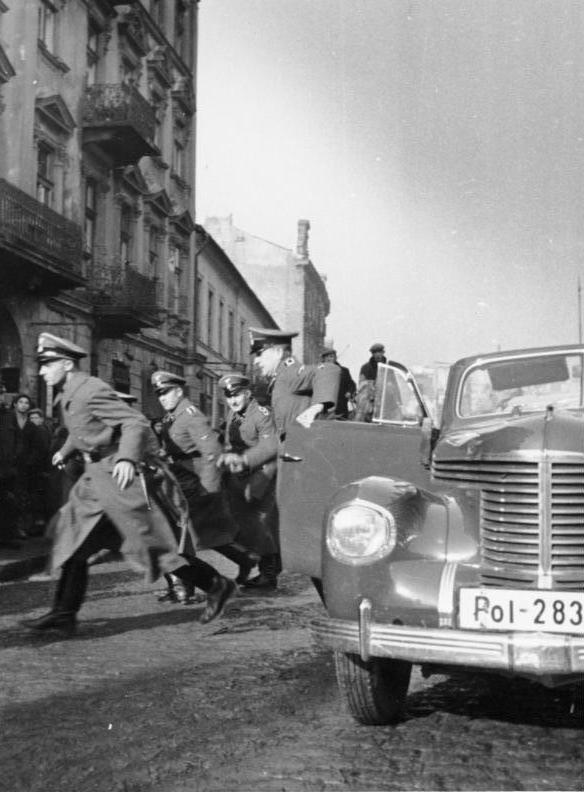
SD genomför en razzia i Polen 1939.

Lönegrad och tjänstegrad
| Lönegrad | Tjänstegrad            |
| -------- | ---------------------- |
| B1       | SS-Oberführer          |
| B2       | SS-Standartenfüher     |
| B3       | SS-Obersturmbannführer |
| B4       | SS-Sturmbannführer     |
| B5       | SS-Sturmbannführer     |
| B6       | SS-Hauptsturmführer    |
| B7       | SS-Hauptsturmführer    |
| B8       | SS-Hauptsturmführer    |
| B9       | SS-Obersturmführer     |
| B10      | SS-Obersturmführer     |
| B11      | SS-Untersturmführer    |
| B12      | SS-Sturmscharführer    |
| B12      | SS-Hauptscharführer    |
| B13      | SS-Oberscharführer     |
| B14      | SS-Scharführer         |
| B14      | SS-Unterscharführer    |
| B15      | SS-Rottenführer        |
| B16      | SS-Sturmmann           |
| B17      | SS-Mann                |
| B17      | SS-Bewerber            |
| Källa:   | [ 7 ]                  |

## Uniform

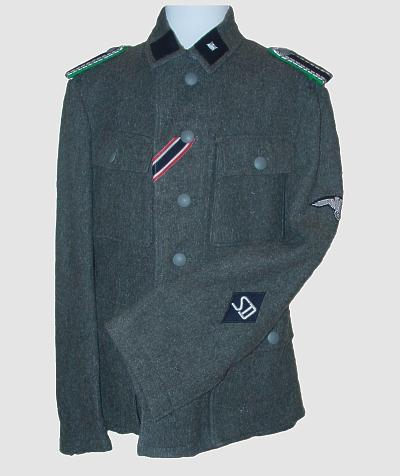
Vapenrock för SD-man med SS-gradbeteckningar på kragspegeln och polisgradbeteckningar på axelklaffen. Tjänstegraden är SS-Unterscharführer; dekorationen är Krigsförtjänstkorset 2. kl..

SD uppträdde normalt i civila kläder. När SD-personal uppträdde i uniform bar före kriget den svarta SS-uniformen. Grå uniform modell 1938 infördes när kriget bröt ut med arméns (1939–1942) och senare ordningspolisens (1942–1945) gradbeteckningar på axelklaffarna och SS:s gradbeteckningar på den vänstra kragspegeln; den högra var blank (svart utan SS-runor). Truppslagsfärgen var giftgrön.

## Galleri

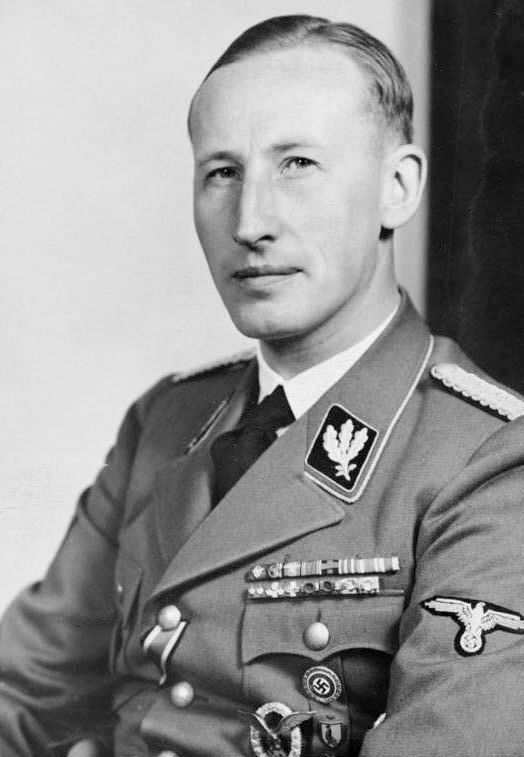
Heydrich i grå SS-uniform med Allgemeine-SS:s gradbeteckningar vilka bars av SS-generalitetet till 1942.
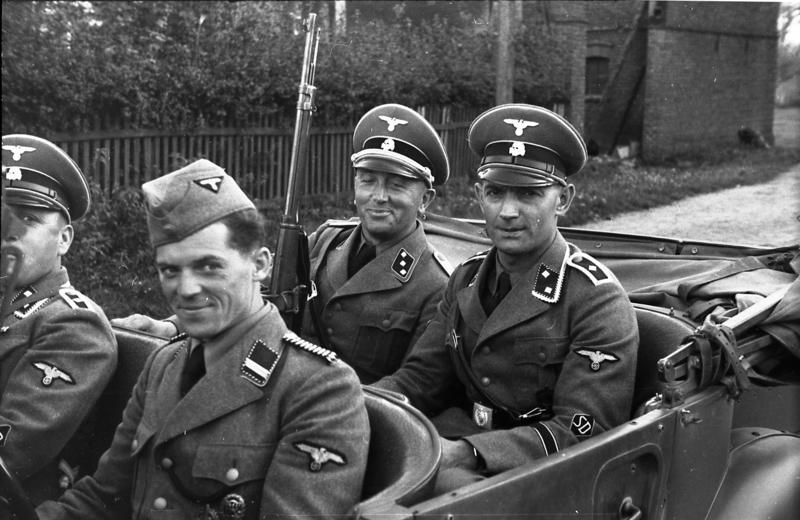
SD-personal i Polen 1939. Från vänster till höger: SS-Oberscharführer, bilförare med Rottenführers grad från Allgemeine-SS, SS-Untersturmführer och SS-Oberscharführer. SD-männen bär samma militära axelklaffar som Waffen-SS.
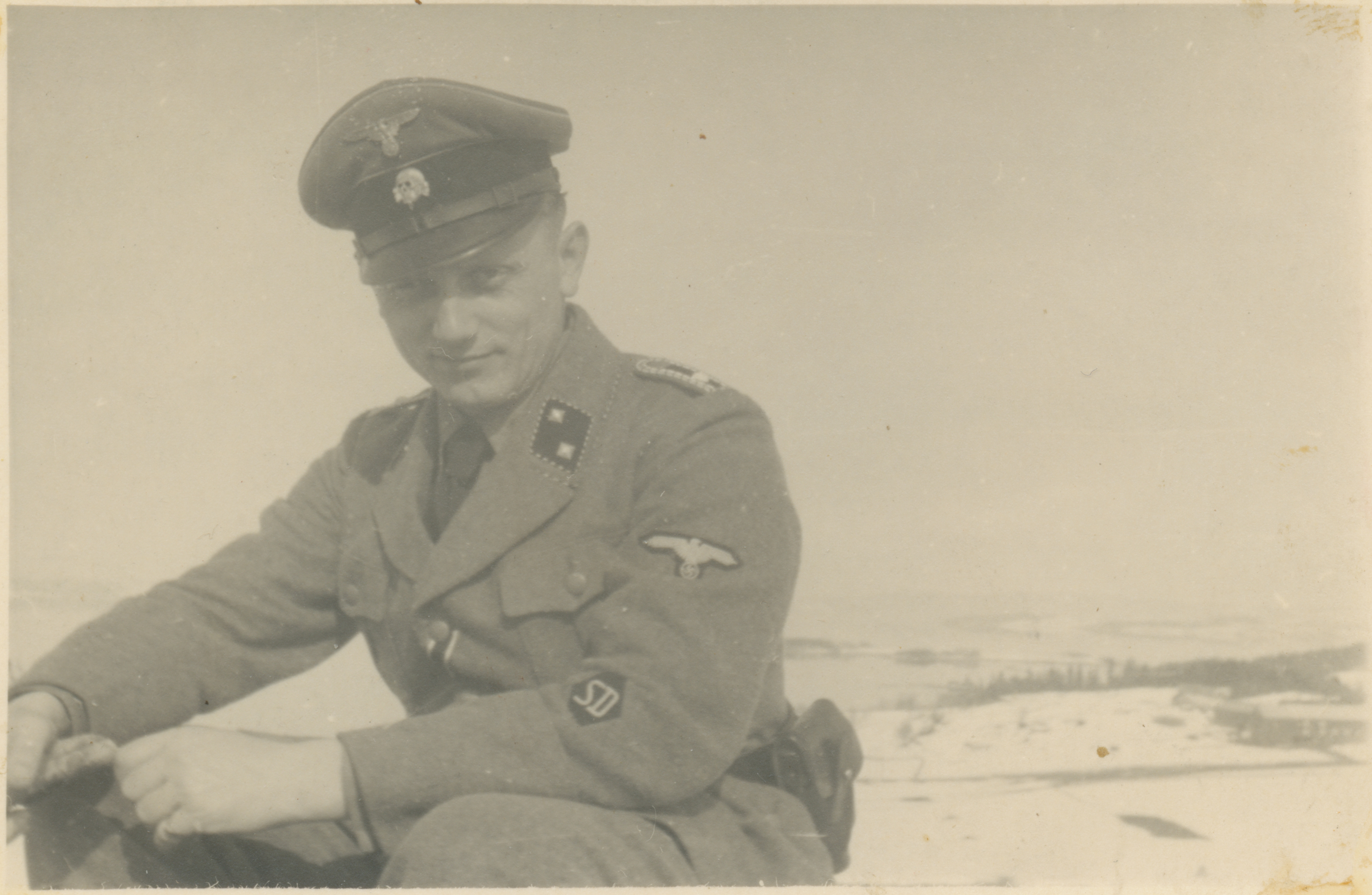
SS-Oberscharführer i SD med polisiära gradbeteckningar på axelklaffarna.
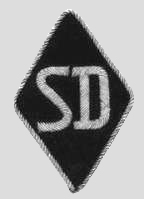
SD:s emblem. (Med passpoal som här bars den av personal från Gestapo och Kripo kommenderad till tjänstgöring vid SD.)